# 丰唐斯
丰唐（法語：Fontans，法語發音：[fɔ̃tɑ̃s]）是法国洛泽尔省的一个市镇，属于芒德区。该市镇总面积33.9平方公里，2009年时的人口为212人。

## 人口
丰唐人口变化图示